# Снайперские винтовки Калашникова
Снайперские винтовки Калашникова — опытные образцы винтовок, предложенные конструкторским бюро М. Т. Калашникова для участия в конкурсе на новую самозарядную снайперскую винтовку. На вооружение винтовки не поступили.

## Вариант Калашникова

### История создания
Попытки заменить магазинную снайперскую винтовку самозарядной делались в СССР и накануне Великой Отечественной войны (снайперский вариант самозарядной СВТ-40, который сняли с производства в октябре 1942 года) и вскоре после неё, однако на вооружении сохранялась магазинная винтовка образца 1891/30 г. Вновь работы по замене её самозарядной под патрон 7,62 × 54 мм R начались в 1958 году. В этот год Главное ракетно-артиллерийское управление Министерства обороны объявило конкурс на создание самозарядной снайперской винтовки. Свои варианты представили несколько конструкторов, включая Е. Ф. Драгунова (винтовка которого была явным фаворитом), А. С. Константинова, С. Г. Симонова. Опытный вариант самозарядной снайперской винтовки был представлен в 1959 году и конструкторским коллективом М. Т. Калашникова.
Винтовка Калашникова, хотя и выигрывала по массо-габаритным показателям у винтовки Драгунова, не удовлетворила требованиям по кучности стрельбы и осталась опытной. Главными претендентами стали винтовки ижевского конструктора Е. Ф. Драгунова (ранее участвовавшего в постановке производства автомата Калашникова на Ижевском машиностроительном заводе) и ковровского конструктора А. С. Константинова. После долгих испытаний и доводок в 1963 году на вооружение приняли снайперскую винтовку Драгунова.

### Принцип действия и устройство
Автоматика работала по принципу отвода части пороховых газов через отверстие в стенке ствола. Винтовка Калашникова, как, впрочем, и винтовка Драгунова, несла черты автомата Калашникова (газовый двигатель автоматики, запирание канала ствола поворотом затвора), но с рядом существенных отличий. В частности, газовый поршень, объединённый со штоком, имел короткий ход и не был соединён с затворной рамой.
Предохранитель-переводчик режимов стрельбы расположен на правой стороне ствольной коробки. Питание — из отъёмного коробчатого магазина от винтовки СВТ-40 ёмкостью 10 патронов . Короткая крышка ствольной коробки и пазы в передней части затворной рамы позволяли снаряжать присоединённый магазин из обоймы. На ствольной коробке слева имеется кронштейн «ласточкин хвост» для крепления оптического прицела. Винтовка Калашникова имела разрезную ложу, состоявшую из деревянного приклада с полупистолетной шейкой и упором для щеки, цевья и ствольной накладки.

## Вариант Пушина и Крякушина

### История создания
Вероятно, создана сотрудниками конструкторского бюро Калашникова В. Н. Пушиным и А. Д. Крякушиным. Известна под обозначением ВС-2.

### Принцип действия и устройство
Винтовка создана на базе ручного пулемёта Калашникова, но была доработана под более мощный патрон 7,62 × 54 мм R. Принцип действия винтовки повторял таковой у автомата Калашникова: автоматика работала по принципу отвода части пороховых газов через отверстие в стенке ствола с длинным ходом газового поршня, объединённого с затворной рамой. Запирание канала ствола осуществлялось поворотом затвора. УСМ допускал только одиночный огонь. Предохранитель-переводчик режимов стрельбы располагался на правой стороне ствольной коробки. Питание — из отъёмного коробчатого магазина от винтовки СВТ-40 ёмкостью 10 патронов. На ствольной коробке слева имелся кронштейн «ласточкин хвост» для крепления оптического прицела.